# Benjamin H. Brewster

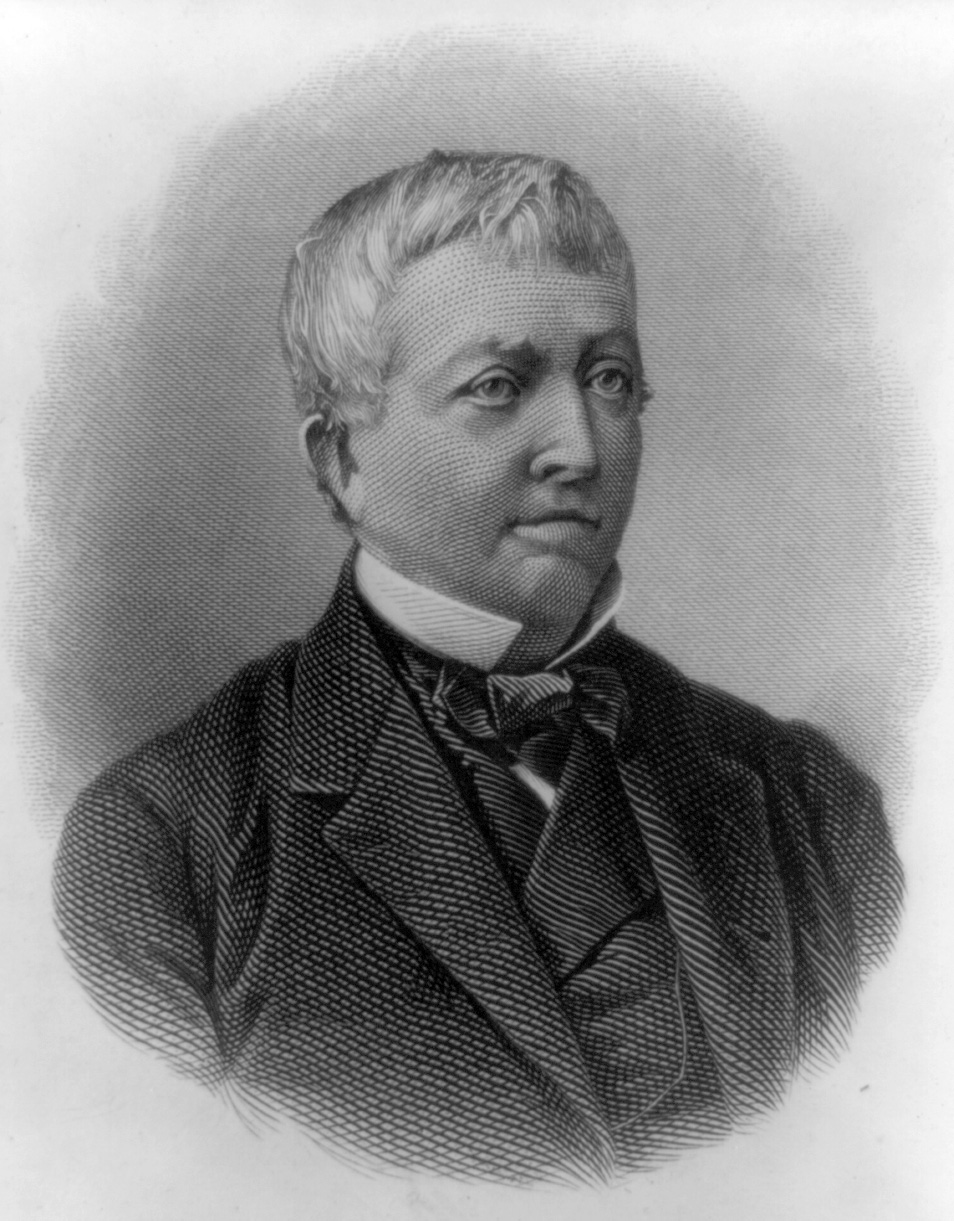
Benjamin H. Brewster

Benjamin Harris Brewster (* 13. Oktober 1816 im Salem County, New Jersey; † 4. April 1888 in Philadelphia, Pennsylvania) war ein US-amerikanischer Jurist und Politiker (Republikanische Partei), der dem Kabinett von US-Präsident Chester A. Arthur als Justizminister angehörte.

## Studium und berufliche Laufbahn
Brewster absolvierte zunächst ein allgemein bildendes Studium am Princeton College, das er 1834 mit einem Bachelor of Arts (B.A.) beendete. Anschließend studierte er die Rechtswissenschaften und wurde 1838 zum Rechtsanwalt zugelassen.
Brewster war der Schwiegersohn von Robert J. Walker, der unter Präsident James K. Polk US-Finanzminister war.

## Politische Laufbahn

### Sonderkommissionär und Generalstaatsanwalt von Pennsylvania
1846 ernannte ihn Präsident Polk auf Wunsch seines Schwiegervaters Robert Walker zum Kommissionär zur Entscheidung der Schadensersatzansprüche der Cherokee gegen die Vereinigten Staaten. Dabei ging es um Schadensersatzansprüche der Indianer aufgrund der 1838 und 1839 durchgeführten Zwangsumsiedlungen auf Grundlage des Indian Removal Act von 1830, bei denen mehrere Tausend Indianer auf dem so genannten Pfad der Tränen ums Leben kamen.
1867 ernannte ihn der Gouverneur von Pennsylvania, John W. Geary, zum Attorney General des Bundesstaates. In diesem Amt verblieb er bis 1869.

### Justizminister unter Präsident Arthur
Nach der Ermordung von US-Präsident James A. Garfield berief ihn dessen Nachfolger Chester A. Arthur am 16. Dezember 1881 als Justizminister (Attorney General) in sein Kabinett, nachdem Wayne MacVeagh unmittelbar nach dem Tod des Präsidenten am 19. September 1881 zurückgetreten war. Das Amt des Justizministers übte er bis zum Ende von Arthurs Amtszeit am 4. März 1885 aus.
Als solcher ernannte ihn der Präsident auch zum Chefankläger im so genannten Star-Route-Bestechungsskandal, in dem Mitarbeitern des United States Postal Service die Annahme von Bestechungsgeldern gegen die Gewährung von Postlizenzen im Westen und Süden der Vereinigten Staaten vorgeworfen wurde. Außerdem wurde während seiner Amtszeit am 16. Januar 1883 der nach dem US-Senator George H. Pendleton benannte Pendleton Civil Service Reform Act erlassen, das das Ende des bisherigen Systems (Spoils system) der Postenvergabe nach Wahlsiegen an Parteifreunde abschaffte.